# 중화공화국
중화공화국(중국어: 中華共和國), 공식 명칭은 중화공화국 혁명정부(중국어: 中華共和國人民革命政府)은 1933년, 장시성에 주둔한 국민당 제19로군을 중심으로 차이팅카이, 천밍수, 장광나이가 중국 대륙 동남부 푸저우시에 설립했다.
복건사변으로 성립했으나, 복건사변이 실패로 끝나며 중화공화국은 단명했다.